# Aldo Campatelli
Aldo Campatelli (7. duben 1919 Milán, Italské království – 3. červen 1984) byl italský fotbalový útočník a trenér.
První utkání za Ambrosiana-Inter odehrál v 17 letech v roce 1936. Dlouhých 14 let zůstal věrný svému Interu. Vyhrál dva tituly (1937/38, 1939/40) a jeden domácí pohár 1938/39. Za Nerazzuri odehrál 297 utkání a vstřelil 41 branek. Až na poslední tři roky kariéry byl v roce 1950 prodán do Boloně, kde ukončil v roce 1953 kariéru.
Za reprezentaci odehrál sedm utkání. Odehrál jedno utkání na MS 1950 proti Švédsku (2:3).

## Hráčská statistika
| Sezóna  | Klub             | Liga      | Liga   | Liga | Ligové poháry | Ligové poháry | Ligové poháry | Kontinentální poháry | Kontinentální poháry | Kontinentální poháry | Celkem | Celkem |
| Sezóna  | Klub             | Soutěž    | Zápasy | Góly | Soutěž        | Zápasy        | Góly          | Soutěž               | Zápasy               | Góly                 | Zápasy | Góly   |
| ------- | ---------------- | --------- | ------ | ---- | ------------- | ------------- | ------------- | -------------------- | -------------------- | -------------------- | ------ | ------ |
| 1936/37 | Ambrosiana-Inter | Serie A   | 8      | 1    | -             | 0             | 0             | -                    | 0                    | 0                    | 8      | 1      |
| 1937/38 | Ambrosiana-Inter | Serie A   | 6      | 0    | IP            | 3             | 0             | Stř.P                | 1                    | 0                    | 10     | 0      |
| 1938/39 | Ambrosiana-Inter | Serie A   | 21     | 9    | IP            | 4             | 0             | Stř.P                | 2                    | 0                    | 27     | 9      |
| 1939/40 | Ambrosiana-Inter | Serie A   | 30     | 2    | IP            | 1             | 0             | -                    | 0                    | 0                    | 31     | 2      |
| 1940/41 | Ambrosiana-Inter | Serie A   | 29     | 1    | IP            | 1             | 0             | -                    | 0                    | 0                    | 30     | 1      |
| 1941/42 | Ambrosiana-Inter | Serie A   | 29     | 5    | IP            | 1             | 0             | -                    | 0                    | 0                    | 30     | 5      |
| 1942/43 | Ambrosiana-Inter | Serie A   | 27     | 4    | -             | 0             | 0             | -                    | 0                    | 0                    | 27     | 4      |
| 1945/46 | Inter            | 1. divize | 35     | 2    | -             | 0             | 0             | -                    | 0                    | 0                    | 35     | 2      |
| 1946/47 | Inter            | Serie A   | 31     | 10   | -             | 0             | 0             | -                    | 0                    | 0                    | 31     | 10     |
| 1947/48 | Inter            | Serie A   | 13     | 2    | -             | 0             | 0             | -                    | 0                    | 0                    | 13     | 2      |
| 1948/49 | Inter            | Serie A   | 29     | 2    | -             | 0             | 0             | -                    | 0                    | 0                    | 29     | 2      |
| 1949/50 | Inter            | Serie A   | 26     | 3    | -             | 0             | 0             | -                    | 0                    | 0                    | 26     | 3      |
| 1950/51 | Bologna          | Serie A   | 18     | 1    | -             | 0             | 0             | -                    | 0                    | 0                    | 18     | 1      |
| 1951/52 | Bologna          | Serie A   | 23     | 4    | -             | 0             | 0             | -                    | 0                    | 0                    | 23     | 4      |
| 1952/53 | Bologna          | Serie A   | 5      | 2    | -             | 0             | 0             | -                    | 0                    | 0                    | 5      | 2      |
| Celkově | Celkově          | Celkově   | 330    | 48   | -             | 10            | 0             | -                    | 3                    | 0                    | 343    | 48     |

## Hráčské úspěchy

### Klubové
- 2× vítěz italské ligy (1937/38, 1939/40)
- 1× vítěz italského poháru (1938/39)

### Reprezentační
- 1x na MS (1950)

## Trenérské úspěchy

### Klubové
- 1× vítěz 2. italské ligy (1954/55)